# Lijst van Belgische ministers van Koloniën
Dit is een lijst van voormalige ministers van Koloniën in de Belgische federale regering. Deze ministerpost heeft bestaan van 1908 tot 1961. De ministers stonden aan het hoofd van het Ministerie van Koloniën. De post heeft doorheen de jaren drie verschillende omschrijvingen gehad: 'Minister van Koloniën', 'Minister van Belgisch Congo en Ruanda-Urundi' en 'Minister van Afrikaanse Zaken'. De eerste minister van Koloniën was Jules Renkin (Katholieke Partij). De laatste minister van Ruanda-Urundi was Paul-Henri Spaak (BSP-PSB).

## Lijst
| Nr.   | Minister | Minister                                      | Partij | Partij            | Begin            | Einde            | Regering(en)                                  | Bevoegdheid |
| ----- | -------- | --------------------------------------------- | ------ | ----------------- | ---------------- | ---------------- | --------------------------------------------- | --- |
| 1     |          | Jules Renkin (1862-1934)                      |        | Katholieke Partij | 30 oktober 1908  | 21 november 1918 | Schollaert De Broqueville I, II Cooreman      | Koloniën |
| 2     |          | Louis Franck (1868-1937)                      |        | Liberale Partij   | 21 november 1918 | 11 maart 1924    | Delacroix I, II Carton de Wiart Theunis I, II | Koloniën |
| 3     |          | Henri Carton de Tournai (1878-1969)           |        | Katholieke Unie   | 11 maart 1924    | 20 mei 1926      | Theunis III Van de Vyvere Poullet             | Koloniën |
| 4     |          | Maurice Houtart (1866-1939)                   |        | Katholieke Unie   | 20 mei 1926      | 15 november 1926 | Jaspar I                                      | Koloniën |
| 5     |          | Édouard Pecher (1885-1926)                    |        | Liberale Partij   | 15 november 1926 | 27 december 1926 | Jaspar I                                      | Koloniën |
| [ 1 ] |          | Maurice Houtart (1866-1939)                   |        | Katholieke Unie   | 29 december 1926 | 18 januari 1927  | Jaspar I                                      | Koloniën |
| 6     |          | Henri Jaspar (1870-1939)                      |        | Katholieke Unie   | 18 januari 1927  | 19 oktober 1929  | Jaspar I, II                                  | Koloniën |
| 7     |          | Paul Tschoffen (1878-1961)                    |        | Katholieke Unie   | 19 oktober 1929  | 26 december 1929 | Jaspar II, III                                | Koloniën |
| [ 1 ] |          | Henri Jaspar (1870-1939)                      |        | Katholieke Unie   | 26 december 1929 | 27 februari 1930 | Jaspar III                                    | Koloniën |
| (6)   |          | Henri Jaspar (1870-1939)                      |        | Katholieke Unie   | 27 februari 1930 | 18 mei 1931      | Jaspar III                                    | Koloniën |
| 8     |          | Paul Charles (1885-1954)                      |        | Katholieke Unie   | 18 mei 1931      | 6 juni 1931      | Jaspar III                                    | Koloniën |
| 9     |          | Paul Crokaert (1875-1955)                     |        | Katholieke Unie   | 6 juni 1931      | 23 mei 1932      | Renkin I                                      | Koloniën |
| (7)   |          | Paul Tschoffen (1878-1961)                    |        | Katholieke Unie   | 23 mei 1932      | 20 november 1934 | Renkin II De Broqueville III, IV, V           | Koloniën |
| (8)   |          | Paul Charles (1885-1954)                      |        | Katholieke Unie   | 20 november 1934 | 25 maart 1935    | Theunis IV                                    | Koloniën |
| 10    |          | Edmond Rubbens (1894-1938)                    |        | Katholieke Unie   | 25 maart 1935    | 27 april 1938    | Van Zeeland I, II Janson                      | Koloniën |
| 11    |          | Charles du Bus de Warnaffe (1894-1965)        |        | Katholiek Blok    | 28 april 1938    | 15 mei 1938      | Janson                                        | Koloniën |
| 12    |          | Albert de Vleeschauwer (1897-1971)            |        | Katholiek Blok    | 15 mei 1938      | 22 februari 1939 | Spaak I                                       | Koloniën |
| 13    |          | Gaston Heenen (1880-1963)                     |        | extraparlementair | 22 februari 1939 | 16 april 1939    | Pierlot I                                     | Koloniën |
| (12)  |          | Albert de Vleeschauwer (1897-1971)            |        | Katholiek Blok    | 16 april 1939    | 12 februari 1945 | Pierlot II, III, IV, Pierlot V, VI, VII       | Koloniën |
| 14    |          | Edgard De Bruyne (1898-1959)                  |        | Katholiek Blok    | 12 februari 1945 | 2 augustus 1945  | Van Acker I                                   | Koloniën |
| 15    |          | Robert Godding (1883-1953)                    |        | Liberale Partij   | 2 augustus 1945  | 13 maart 1946    | Van Acker II                                  | Koloniën |
| 16    |          | Lode Craeybeckx (1897-1976)                   |        | BSP               | 13 maart 1946    | 31 maart 1946    | Spaak II                                      | Koloniën |
| (15)  |          | Robert Godding (1883-1953)                    |        | Liberale Partij   | 31 maart 1946    | 20 maart 1947    | Van Acker III Huysmans                        | Koloniën |
| 17    |          | Pierre Wigny (1905-1986)                      |        | PSC               | 20 maart 1947    | 16 augustus 1950 | Spaak III, IV G. Eyskens I Duvieusart         | Koloniën |
| 18    |          | André Dequae (1915-2006)                      |        | CVP               | 16 augustus 1950 | 23 april 1954    | Pholien Van Houtte                            | Koloniën |
| 19    |          | Auguste Buisseret (1888-1965)                 |        | Liberale Partij   | 23 april 1954    | 26 juni 1958     | Van Acker IV                                  | Koloniën |
| 20    |          | Léon Pétillon (1903-1996)                     |        | extraparlementair | 5 juli 1958      | 6 november 1958  | G. Eyskens II                                 | Koloniën (tot 28 september 1958)/ Belgisch-Congo en van Ruanda-Urundi (vanaf 28 september 1958)                                                             |
| 21    |          | Maurits Van Hemelrijck (1901-1964)            |        | CVP               | 6 november 1958  | 3 september 1959 | G. Eyskens III                                | Belgisch-Congo en van Ruanda-Urundi |
| 22    |          | August de Schryver (1898-1991)                |        | CVP               | 3 september 1959 | 3 september 1960 | G. Eyskens III                                | Belgisch-Congo en van Ruanda-Urundi (tot 29 juni 1960)/ Afrikaanse Zaken (vanaf 29 juni 1960)                                                               |
| 23    |          | Raymond Scheyven (1911-1987)                  |        | PSC               | 17 november 1959 | 3 september 1960 | G. Eyskens III                                | Economische en Financiële Zaken van Belgisch-Congo en van Ruanda-Urundi (tot 23 juni 1960)/ Economische en Financiële Afrikaanse Zaken (vanaf 23 juni 1960) |
| 24    |          | Walter Ganshof van der Meersch (1900-1993)    |        | extraparlementair | 16 mei 1960      | 20 juli 1960     | G. Eyskens III                                | Algemene Zaken in Afrika |
| 25    |          | Harold Charles d'Aspremont Lynden (1914-1967) |        | PSC               | 3 september 1960 | 25 april 1961    | G. Eyskens III                                | Afrikaanse Zaken |
| 26    |          | Paul-Henri Spaak (1899-1972)                  |        | PSB               | 25 april 1961    | 24 juli 1965     | Lefèvre                                       | Ruanda-Urundi |